# Parachelifer parvus
Parachelifer parvus es una especie de arácnido del orden Pseudoscorpionida de la familia Cheliferidae. Fue descrito por William B. Muchmore en 1985. El macho holotipo mide 1,9 mm.

## Distribución geográfica
Se encuentra en las Islas Vírgenes de los Estados Unidos.